# Памятники истории и культуры местного значения Актюбинской области
Памятники истории и культуры местного значения Актюбинской области — отдельные постройки, здания и сооружения с исторически сложившимися территориями указанных построек, зданий и сооружений, мемориальные дома, кварталы, некрополи, мавзолеи и отдельные захоронения, произведения монументального искусства, каменные изваяния, наскальные изображения, памятники археологии, включенные в Государственный список памятников истории и культуры местного значения Актюбинской области и являющиеся потенциальными объектами реставрации, представляющие историческую, научную, архитектурную, художественную и мемориальную ценность и имеющие особое значение для истории и культуры всей страны.
Списки памятников истории и культуры местного значения утверждаются исполнительным органом региона по представлению уполномоченного органа по охране и использованию историко-культурного наследия.

## История
18 августа 2020 года постановлением № 306 акимата Актюбинской области утверждён список из 863 объектов. Список памятников Актюбинской области разделён на следующие разделы:
- Актобе
- Алгинский район
- Айтекебийский район
- Байганинский район
- Каргалинский район
- Хобдинский район
- Мартукский район
- Мугалжарский район
- Уилский район
- Темирский район
- Хромтауский район
- Шалкарский район
- Иргизский район